# Friedrich Crome (Jurist)

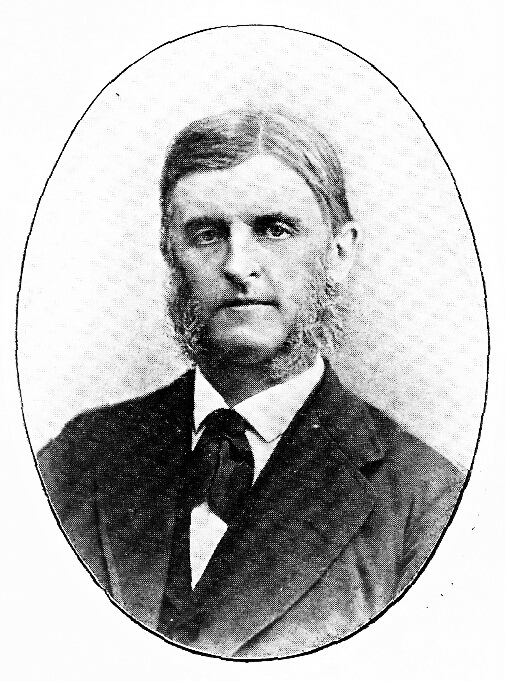
Friedrich Crome

Friedrich Johann Paul Crome (* 29. November 1821 in Lübeck; † 16. Dezember 1883 in Baden-Baden) war ein deutscher Rechtsanwalt, Chefredakteur und kaiserlicher Justizrat in Leipzig.

## Leben
Geboren wurde Friedrich Crome als Sohn des Polizeikanzlisten Friedrich Heinrich Phillipp Crome (Sohn von Ludwig Gottlieb Crome) aus dessen zweiter Ehe mit der Tochter des Druckereibesitzers Johann Hinrich Borchers, Christiane Catharina Caroline.
Er besuchte das Katharineum zu Lübeck bis zum Abitur Ostern 1841. Nach mit Summa cum laude absolvierten juridischen Universalstudien wandte er sich der Advokatur zu und erhielt vom Senat der Freien und Hansestadt Lübeck per Dekret des 10. Mai 1845 seine Zulassung. Er wurde zum Dr. jur. promoviert.
1848 war er Mitglied der demokratischen Bürgerwehr.
1852 heiratete er Sophie (* 1834), eine Tochter von Christian Ferdinand Siemens. Sie verstarb am 6. Dezember 1922 in Probstdeuben bei Leipzig. Aus der Ehe gingen drei Töchter und drei Söhne hervor.
Am 18. Juni 1856 wurde er zum Ober-Appellations-Gerichts-Procurator am Oberappellationsgericht der vier Freien Städte erwählt. Bedingt durch seine umfassenden Kenntnisse auf allen juristischen Gebieten und begabt mit eminenter Logik, die er mit prägnanten und scharfsinnigen Begründungen von Prozessstreitschriften wiederholt zur Geltung brachte, zählte er bald zur Zierde des Lübecker Anwaltstandes.

Commerz-Bank in Lübeck

Sein hohes Ansehen, welches er nicht nur in seiner Vaterstadt, sondern auch in Bremen und Hamburg genoss, dokumentiert sich am besten darin, dass ihm nicht nur deren namhafteste Anwälte, sondern auch die Staatsanwaltschaften die Vertretung vor dem Ober-Appellations-Gericht anvertrauten.
Bei der Begründung des Lübecker Anwaltvereins wählten seine Kollegen ihn zu dessen Vorsitzenden. Dieses Amt übte er bis kurz vor seinem Weggang aus.
Neben seinem Beruf befasste er sich mit Fragen, die das Verfassungs-, Staats- und Gemeindewesen Lübecks betrafen. Deren Bürgerschaft gehörte er seit Anbeginn an. Als Mitglied verschiedener Deputationen, Vorstandsmitglied der Commerz-Bank und als Rechtsconsulent der Deutschen Lebensversicherungsgesellschaft war Crome tätig.

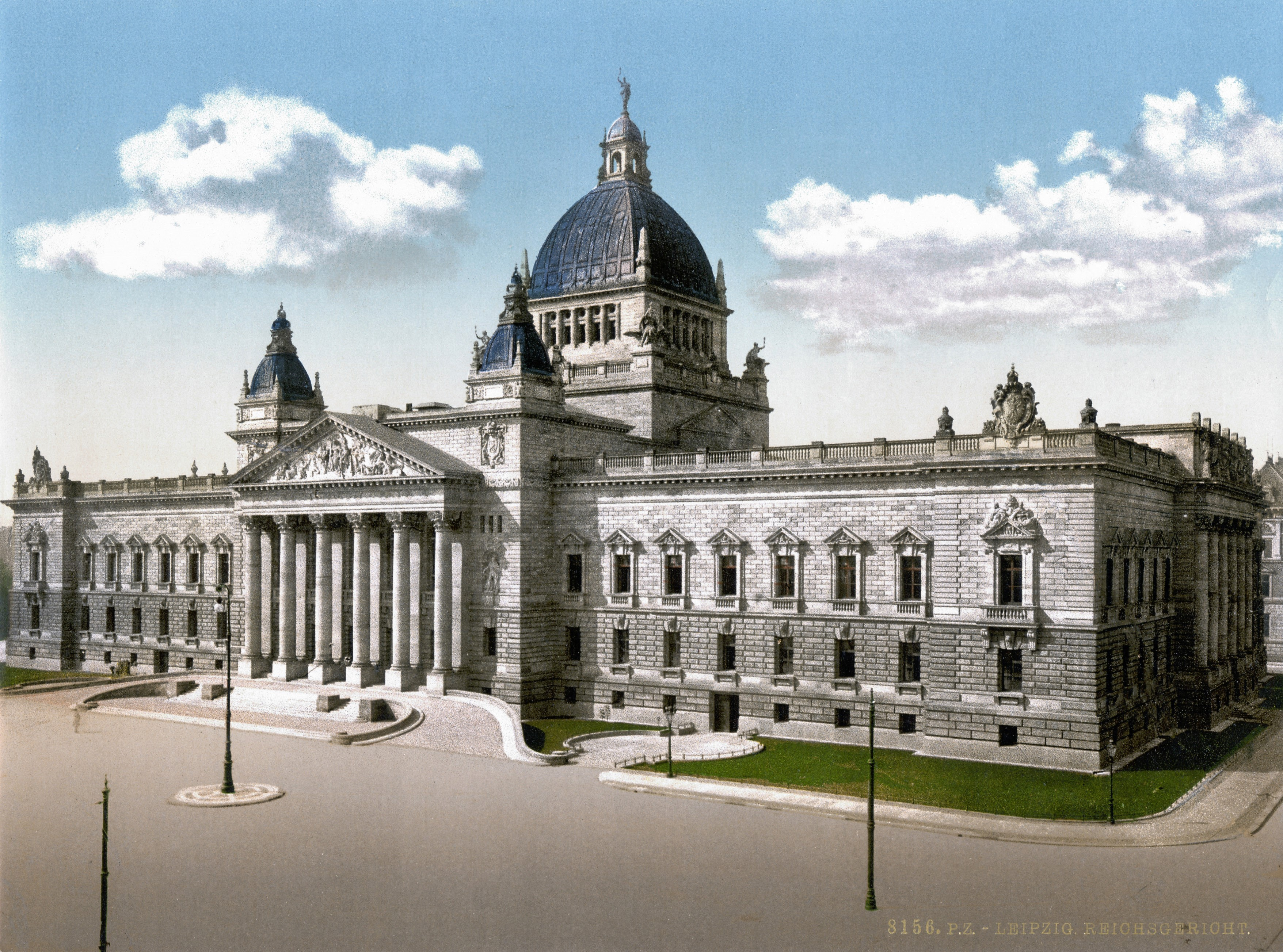
Reichsgericht zu Leipzig

Als Teilhabender Geschäftsführer der Firma Gebrüder Borchers begründete er 1872 die Lübecker Zeitung und war ihr erster Chefredakteur. Sie war als abendliche politische Ergänzung der Lübeckischen Anzeigen gedacht und sollte als solche rund zwanzig Jahre, wo sie in ihnen aufging, erscheinen. Sie hatte einen solchen Erfolg, dass sie bereits in ihrem zweiten Bestandsjahr in das alleinige Eigentum des Inhabers der Firma Gebrüder Borchers überging.
Mit den Veränderungen durch die Reichsjustizgesetze hörten 1879 in Lübeck das Obergericht und das Ober-Appellationsgericht auf zu bestehen. Crome entschloss sich, in Leipzig am Reichsgericht tätig zu werden. Nach wenigen Jahren verlieh ihm Kaiser Wilhelm I. den Titel eines Justizraths. Jener Auszeichnung erfreute sich Crome von allen Reichsgerichts-Anwälten alleine.
Seine in den sechs Jahren als Chefredakteur entstandenen Artikel, zumeist Erörterungen politischer Tagesfragen, zeichneten sich durch einen weltmännischen, auf tiefer historischer Bildung basierenden Blick aus. Den vaterstädtischen Angelegenheiten widmete er sich mit einem sowohl warmen als auch praktischen Sinn. Seine Theater-Kritiken zeigten einen gewandten Stil und treffende Beurteilung der Darsteller und Dichter. Eine besondere Freude war es ihm, wenn er sich der Besprechung oder Rezitation eines Dramas von William Shakespeare widmen durfte.
Am Mittag des 17. Dezembers 1883 verstarb nach langen, schweren Leiden der kaiserliche Justitzrath und Rechtsanwalt am Reichsgericht.
Er wurde auf dem Burgtorfriedhof im Familiengrab beigesetzt.

## Werke
- Der dänische Transitzoll im Verhältniß zu den Städten Lübeck und Hamburg und zum Welthandel; Lübeck 1856